# 扎林斯克

扎林斯克市徽

扎林斯克 （俄语：Заринск）是俄罗斯阿尔泰边疆区的一个城市。位于巴尔瑙尔以东99公里处，53°42′32″N 84°58′02″E / 53.70889°N 84.96722°E。人口50,368人（2002年人口普查）。